# Yasunari Kodama
Yasunari Kodama (en japonés: 兒玉康成) (24 de julio de 1994) es un jugador profesional de voleibol japonés, juego de posición central.

## Palmarés

### Clubes
Copa del Emperador de Japón:
- 2017

Campeonato de Japón:
- 2018, 2019
- 2020

Campeonato Asiático de Clubes:
- 2019

### Selección nacional
Campeonato Asiático Sub-21:
- 2012

Copa de Asia:
- 2016

Universiada:
- 2017[2]